# كلارنس د. راسيل
كلارنس د. راسيل (بالإنجليزية: Clarence D. Russell)‏ هو فنان قصص مصورة ورسام توضيحي أمريكي، ولد في 15 أغسطس 1895 في بوفالو في الولايات المتحدة، وتوفي في 23 أكتوبر 1963 في ذا برونكس في الولايات المتحدة.